# الیریا (اوهایو)
الیریا(به انگلیسی: Elyria) شهری در ایالت اوهایو کشور ایالات متحده آمریکا است که جمعیت آن در سرشماری سال ۲۰۱۰ میلادی، ۵۴٬۵۳۳ نفر بوده‌است.